# Rebecka Lettevall
Bernice Rebecka Nilsson Lettevall, född 27 januari 1962, är en svensk idéhistoriker och professor i idéhistoria vid Malmö universitet. 

## Biografi
Lettevall disputerade vid Lunds universitet 2001 på avhandlingen En idéhistorisk kosmopolit: Immanuel Kants Om den eviga freden och dess verkningshistoria. Ur den växte forskningsområdet om fredstanken och världsmedborgarskapet fram. Utöver detta har hon forskat om Europatanken och mänskliga rättigheter. Hon har även fördjupat sig i universitetets roll i samhället och akademisk frihet ur ett internationellt perspektiv.
Hon var verksam vid Nobelmuseet 2005–2010 och bidrog där till utvecklingen av forskningsavdelningen, för vilken hon var tillförordnad föreståndare 2005–2006.
Som lektor vid Södertörns högskola bidrog hon till utvecklingen av idéhistorieämnet samt till uppbyggnaden av det mångvetenskapliga Center for Baltic and East European Studies, som forskningsledare 2007–10, direktör 2013–2016. Hon var prorektor 2010–2013.
Lettevall var dekan vid Fakulteten för kultur och samhälle, Malmö universitet 2017–2022 och ansvarade för fakultetens utveckling från högskola till universitet. Hon har även ägnat sig åt frågor om akademiska anställningar, meriteringsvägar och ledarskap på Malmö universitet men också inom arbets- och expertgrupper inom Sveriges Universitets- och högskoleförbund, SUHF, och European University Association, EUA. Hon är även engagerad i International Association of Universities, IAU.
2022 utsågs Lettevall till vicerektor för globalt engagemang och mänskliga rättigheter. Hon är strategiskt ansvarig bland annat för Malmö universitets deltagande i Europauniversitetet UNIC och för universitetets internationella samarbeten, globala engagemang och universitetens roll i samhället. Lettevall är även aktiv i publika sammanhang genom paneldiskussioner, öppna samtal och texter.